# Abdul Fatah Al Agha

Abdul Fatah Al Agha (عبد الفتاح الآغا) (né le 1er août 1984 à Alep) est un footballeur syrien jouant actuellement pour le Wadi Degla.
Il est international syrien depuis 2004.